# Hoya platycaulis
Hoya platycaulis är en oleanderväxtart som beskrevs av Simonsson och Rodda. Hoya platycaulis ingår i släktet Hoya och familjen oleanderväxter. Inga underarter finns listade i Catalogue of Life.